# Eudialit
Eudialit – minerał zaliczany do gromady krzemianów. Jest krzemianem pierścieniowym. Nazwa minerału pochodzi od złożenia dwóch greckich słów eu = dobrze i dialitos = rozkładalny, co nawiązuje do łatwości rozpuszczenia tego minerału w kwasach. Potocznie eudialit nazywa się krwią północy.

## Charakterystyka
Krystalizuje w układzie trygonalnym. Eudialit tworzy kryształy o pokroju grubotabliczkowym, krótkosłupkowym i izometrycznym. Czasem przejmuje postać romboedrów. Występuje jako wrosły minerał w postaci zbitych i ziarnistych skupień. Jest kruchym i przeświecającym minerałem o szklistym połysku na świeżej powierzchni. Połysk ten „tłuścieje” wraz z wietrzeniem powierzchni kryształu. W płytkach cienkich jest minerałem bezbarwnym oraz nie wykazuje pleochroizmu. Często zawiera niewielkie ilości ceru, lantanu, itru, manganu, niobu oraz potasu. Minerał ten współwystępuje z mikroklinem, nefelinem, egirynem, lamprofyllitem, lorenzenitem, murmanitem, arfvedsonitem, sodalitem, enigmatytem, rinkitem, lavenitem, tytanitem oraz magnetytem, cyrkonem, sodalitem, molibdenitem, skaleniami,  albitem, apatytem i astrofyllitem.

## Skład chemiczny
Zazwyczaj minerał ten zawiera do 12% ZrO2 oraz 0,3-2,9% (Ce,La,Y)2O3. Występują także odmiany zasobne w FeO i NbO5 – nazywane są eukolitem.
| Składnik | (1) % wag. | (2) % wag. | Składnik      | (1) % wag.    | (2) % wag.    |
| -------- | ---------- | ---------- | ------------- | ------------- | ------------- |
| SiO2     | 50,35      | 50,14      | SrO           | 0,11          | 0,47          |
| TiO2     | 0,38       | 0,46       | Na2O          | 12,53         | 14,06         |
| ZrO2     | 11,80      | 11,83      | F             | 0,23          | –             |
| Al2O3    | 0,44       | 0,07       | Cl            | 1,47          | 1,82          |
| REE2O3   | 6,40       | 0,37       | H2O+          | 1,64          | 1,07          |
| Fe2O3    | 0,19       | 0,50       | H2O-          | –             | 0,12          |
| Nb2O5    | 0,69       | 0,11       | P2O5          | 0,03          | –             |
| FeO      | 2,41       | 5,32       | S             | –             | 0,04          |
| MnO      | 1,34       | 0,60       | -O=(F,Cl)2    | 0,43          | 0,41          |
| MgO      | 0,13       | 0,24       | ************* | ************* | ************* |
| CaO      | 9,74       | 11,18      | Suma          | 99,88         | 99,38         |

Wzory empiryczne z powyższych analiz
- (1) Na3,85(Ca1,65REE0,19K0,17)Σ=2,01(Fe2+0,32Mn2+0,18Nb0,06Mg0,03)Σ=0,59(Zr0,91Al0,08Ti0,04Fe3+0,001)Si8,02O22(OH2Cl0,39)Σ=2,12 – Kipawa Lake, Kanada
- (2) Na4,29(Ca1,88K0,28REE0,02)Σ=2,18(Fe2+0,70Mn2+0,08Mg0,06Nd0,01)Σ=0,85(Zr0,98Fe3+0,13Ti0,05Al0,01)Σ=0,1,17Si7,90O22(OH1,12Cl0,43)Σ=1,55 – Masyw Chibiński, Półwysep Kolski, Rosja

## Krystalochemia
- Grupa punktowa 3-2/m
- Grupa przestrzenna R3-m
- Parametry komórki elementarnej, a=13,95-14,29Å, (b=a), c=29,89-30,49Å
- Z=12

## Geneza
Minerał ten powstaje w procesach krystalizacji magmowej powiązanej z powstawaniem masywów sjenitów nefelinowych, granitów alkalicznych i skał z nimi związanych (fojaity, agpaity, lujawuryty, chibinity itp.). Może również powstawać w wyniku pomagmowych procesów pegmatytowych (tzw. pegmatyty agpaitowe) na skutek działającej tam pneumatolizy. Także jako minerał skałotwórczy.

## Występowanie
Jest to minerał niezwykle rzadki. Występuje głównie na Półwyspie Kolskim w Rosji (Masyw Chibiny i Łowoziero) wśród sjenitów nefelinowych. Poza Masywem Murmańskim można na niego natrafić w Szwecji (Ostergotland), Norwegii (Langesundfjord), Kanadzie w rejonie Kipawa Lake w Quebec, Grenlandii (Julianehaab i Kangerdluarssuk) oraz na Madagaskarrze, USA (Montana, Arkansas), Brazylia (Minas Gerais, São Paulo), Południowej Afryce, Gwinei i Namibii.

## Zastosowanie
- kolekcjonerstwo
- drobna galanteria ozdobna

## Literatura
- Bolewski A., Mineralogia szczegółowa, Wydanie III, Wydawnictwa Geologiczne, Warszawa 1982, ISBN 83-220-0151-7
- Bolewski A., Manecki A., Mineralogia szczegółowa, Wydawnictwo PAE. Warszawa 1993, ISBN 83-85636-03-X
- Borkowska M., Smulikowski K., Minerały skałotwórcze, Wydawnictwa Geologiczne, Warszawa 1973
- Majerowicz A., Wierzchołowski B., Petrologia skał magmowych, Wydawnictwa Geologiczne, Warszawa 1990, ISBN 83-220-0335-8
- Manecki A, Muszyński M., Przewodnik do petrografii, Uczelniane Wydawnictwo Naukowo-Dydaktyczne AGH, Kraków 2008, ISBN 978-83-7464-110-4
- Coдoдoвa Ю.П., Aндреекo З.Д., Грaнaдчикова В.Г., Определитељ ювелирных и поделочных камней, Изд. "НЕДРА", Москва 1985
- Żaba J., Ilustrowana encyklopedia skał i minerałów, Wyd. Videograf II, Chorzów 2006, ISBN 978-83-7183-385-7